# 愛し方がわからない
『愛し方がわからない』（あいしかたがわからない）は、TBS系列で放送されたテレビドラマ。1989年10月12日から12月14日にかけて、木曜夜9時からの1時間枠で放送。全10回。
音楽番組『トップスターショー・歌ある限り』→『ザ・ベストテン』放送のため中断していた木曜21時枠のドラマを、13年振りに復活した初の作品。

## あらすじ
友人が立ち上げた、結婚できない男性のための花婿学校に講師として招かれた主人公だったが、友人は入学式の翌日に入学金・授業料を持ち逃げして逃走。置き去りにされた形のスタッフに泣きつかれ、学校を続けていく羽目になるが……

## キャスト
- 只野犬太郎：武田鉄矢
- 美笛：桐島かれん
- 亀井戸正一：白竜
- 野口俊一：段田安則
- 波子：風吹ジュン
- 尾崎照彦：小倉久寛
- 宇野：井上順
- 平山康夫：岡本信人
- 金山大介：大久保了
- あまり：戸恒恵理子
- 阿川純子：小笠原裕子
- 阿川忠次：竹中直人
- 吉岡吾郎：佐野史郎
- 中原：掛田誠
- 栗林鈴子：室井滋
- 山川：直江喜一
- 屋台のお爺さん：田武謙三
- 野口泰江：野際陽子

## 主題歌
- 「伝言（メッセージ）」
  - 作詞・歌：武田鉄矢、作曲：奥野敦子

## スタッフ
- 脚本：筒井ともみ
- 演出：井下靖央、竹之下寛次、山崎恒成
- プロデューサー：柳井満
- 音楽：城之内ミサ

## サブタイトル
|        | サブタイトル             | 演出       |
| ------ | ------------------------ | ---------- |
| 第一話 | 神経衰弱ギリギリの男たち | 井下靖央   |
| 第二話 | 男あまりの時代           | 竹之下寛次 |
| 第三話 | お見合いに行こう         | 井下靖央   |
| 第四話 | さまよえるお父さん       | 竹之下寛次 |
| 第五話 | 男が女にオレル時         | 竹之下寛次 |
| 第六話 | 突然､危険なふたり        | 山崎恒成   |
| 第七話 | パパにオンナをあげたいの | 井下靖央   |
| 第八話 | 女学のススメ             | 竹之下寛次 |
| 第九話 | たぶん最後の恋           | 山崎恒成   |
| 最終回 | 女をめぐる冒険           | 井下靖央   |